# Milczenie (film 2016)
Milczenie (org. Silence) – amerykański film historyczny z 2016 w reżyserii Martina Scorsese, z Andrew Garfieldem i Adamem Driverem w rolach głównych, według scenariusza na podstawie powieści Shūsaku Endō Chimmoku.
Film miał swoją premierę w Watykanie 29 listopada 2016. American Film Institute nagrodził obraz Scorsese tytułem jednego z dziesięciu najlepszych filmów roku Top Ten Films of the Year w 2016. The National Board of Review of Motion Pictures uhonorowało scenariusz Scorsese i Cocksa tytułem najlepszego w kategorii scenariuszy adaptowanych, zaś sam film umieściło w najlepszej dziesiątce filmowej roku 2016.

## Fabuła
Siedemnastowieczna Japonia. Dwaj portugalscy zakonnicy Sebastião Rodrigues i Francisco Garupe (Andrew Garfield, Adam Driver) przybywają na wyspy, by sprawdzić, czy ich zaginiony wychowawca Cristóvão Ferreira (Liam Neeson) wyrzekł się chrześcijaństwa. Młodzi jezuici są świadkami prześladowań u początków dziejów tzw. kakure-kirishitan (chrześcijanie ukryci) za czasów siogunatu Tokugawów.

## Obsada
- Andrew Garfield jako Sebastião Rodrigues
- Adam Driver jako Francisco Garupe
- Liam Neeson jako Cristóvão Ferreira
- Tadanobu Asano jako tłumacz
- Ciarán Hinds jako Alessandro Valignano
- Shin’ya Tsukamoto jako Mokichi
- Yōsuke Kubozuka jako Kichijiro
- Issey Ogata jako Inoue Massashige
- Nana Komatsu jako Mónica (Haru)
- Yasushi Takada jako Doshin
- Ryō Kase jako Chokichi

## Odbiór
Film spotkał się z pozytywną reakcją krytyków. W agregatorze recenzji Rotten Tomatoes 83% ze 283 recenzji uznano za pozytywne, a średnia ocen wystawionych na ich podstawie wyniosła 7,50. Z kolei w agregatorze Metacritic średnia ważona ocen z 48 recenzji wyniosła 79 punktów na 100.